# Дом-музей И. И. Шишкина
Дом-музей И. И. Шишкина — мемориальный музей в Елабуге, Республика Татарстан, расположенный в доме, где провёл детские и юношеские годы и куда неоднократно приезжал в течение жизни великий русский художник Иван Иванович Шишкин. Основан в 1960 году. Входит в состав Елабужского музея-заповедника.

## История создания
До 1935 года дом находился в собственности родственников сестры Ивана Шишкина, а затем в нём размещались различные учреждения: накануне Великой Отечественной войны на втором этаже заработала школа радистов, а с 1941 по 1962 годы второй этаж занимали детские ясли.
В 1940 году на первый этаж дома был переведён краеведческий музей, организованный в городе в 1920-е годы преподавателем городской гимназии Иваном Ефремовым. В одном из его залов была размещена выставка подлинных произведений Ивана Шишкина из Государственного музея республики. В 1960 году на основании приказа Министерства культуры РСФСР музей в Елабуге был преобразован в музей И. И. Шишкина — филиал Музея изобразительных искусств ТАССР.
В марте 1962 года на первом этаже здания был открыт дом-музей И. И. Шишкина. Его первоначальная экспозиция состояла из двух разделов: биографического, раскрывающего основные этапы жизни и деятельности Ивана Шишкина и художественного, в котором были представлены подлинные живописные и графические произведения художника. Экспозиция создавалась коллективом музея изобразительных искусств ТАССР во главе с Галиной Аркадьевной Могильниковой. В работе участвовали Анатолий Иванович Новицкий, Аркадий Борисович Файнберг, Валентина Андреевна Петрулевич и первая заведующая домом-музеем Ирина Павловна Сливчикова. Художником был Иосиф Ефимович Бобровицкий (1904–1980).
В 1970 году музею было передано всё здание и началась его реставрация с восстановлением дома по найденным к тому времени архивным документам и фотографиям. В доме сохранилась первоначальная планировка, а также некоторые детали внутренней отделки — потолки с лепниной, двери и окна.
24 июля 1975 года состоялось торжественное открытие мемориального Дома-музея Ивана Ивановича Шишкина.
В 2004 году дом-музей И. И. Шишкина вошел в состав Елабужского музея-заповедника.

## Музей сегодня
Экспозиция музея состоит из 16 залов и располагается на первом и втором этажах каменного дома, стоящего на высоком берегу реки Тоймы. В экспозиции музея можно увидеть, что окружало Ивана Шишкина, чем он занимался в детстве, как выглядела комната, в которой создавались его первые работы. На первом этаже — парадная анфилада комнат (большая и малая гостиные, кабинет отца), а также столовая и буфетная, где передана обстановка провинциального купеческого быта XIX века. На втором этаже расположены мастерская и жилая комната художника. В двух залах разместилась картинная галерея, где представлены подлинные живописные и графические работы Ивана Ивановича Шишкина.
Мемориальный комплекс дополняют расположенные неподалёку памятник Ивану Шишкину и территория восстановленных Шишкинских прудов.

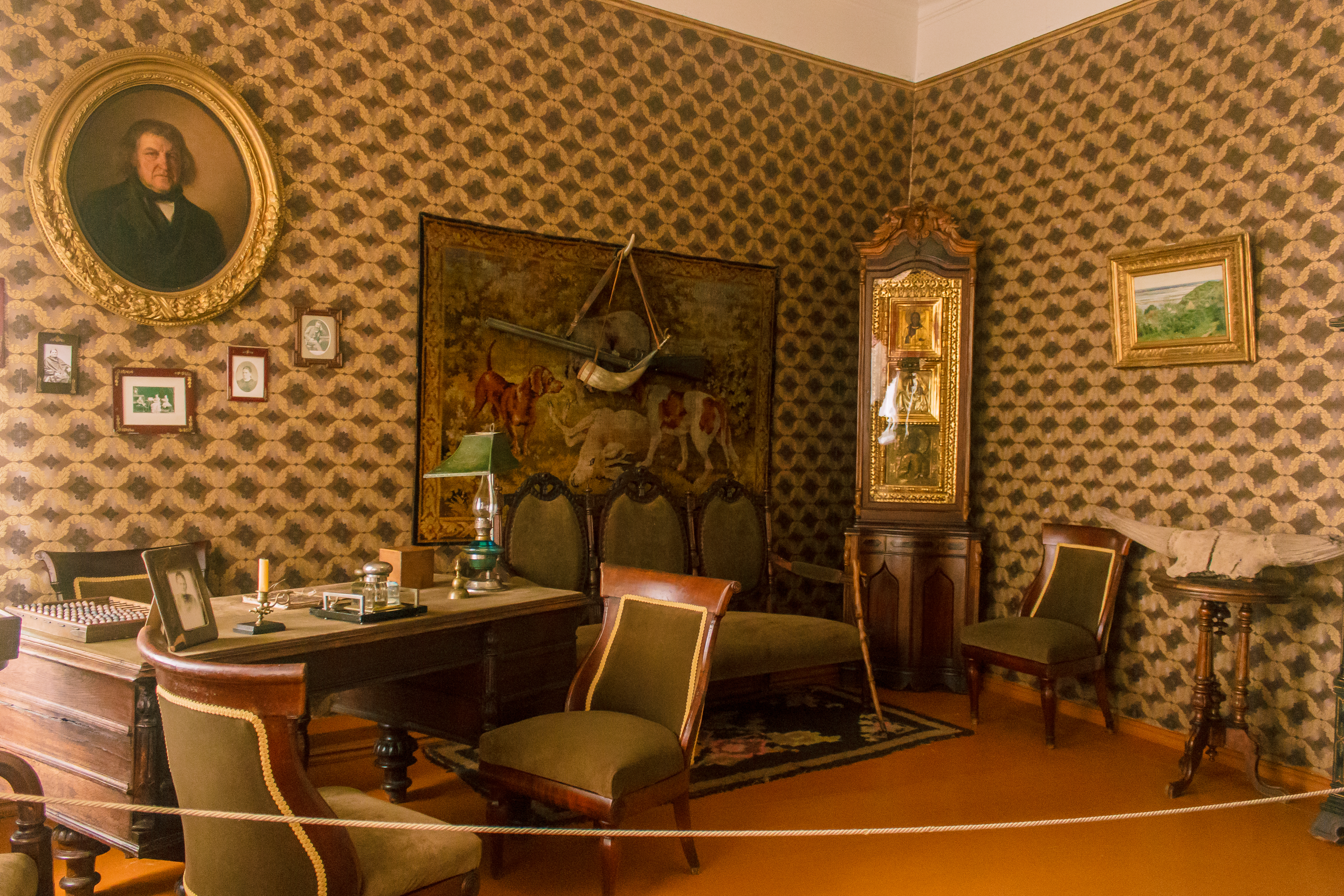
Комната отца
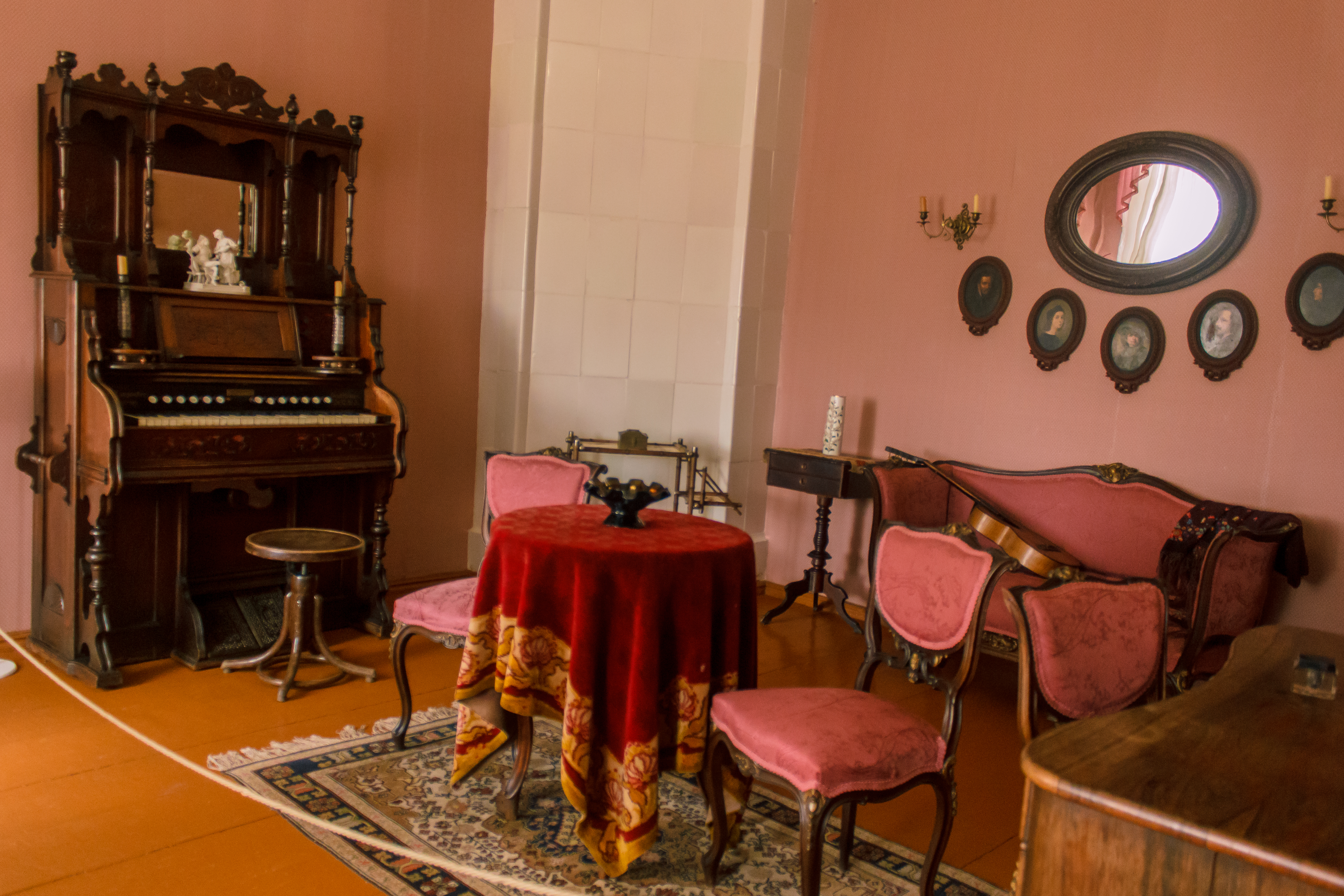
Музыкальная гостиная
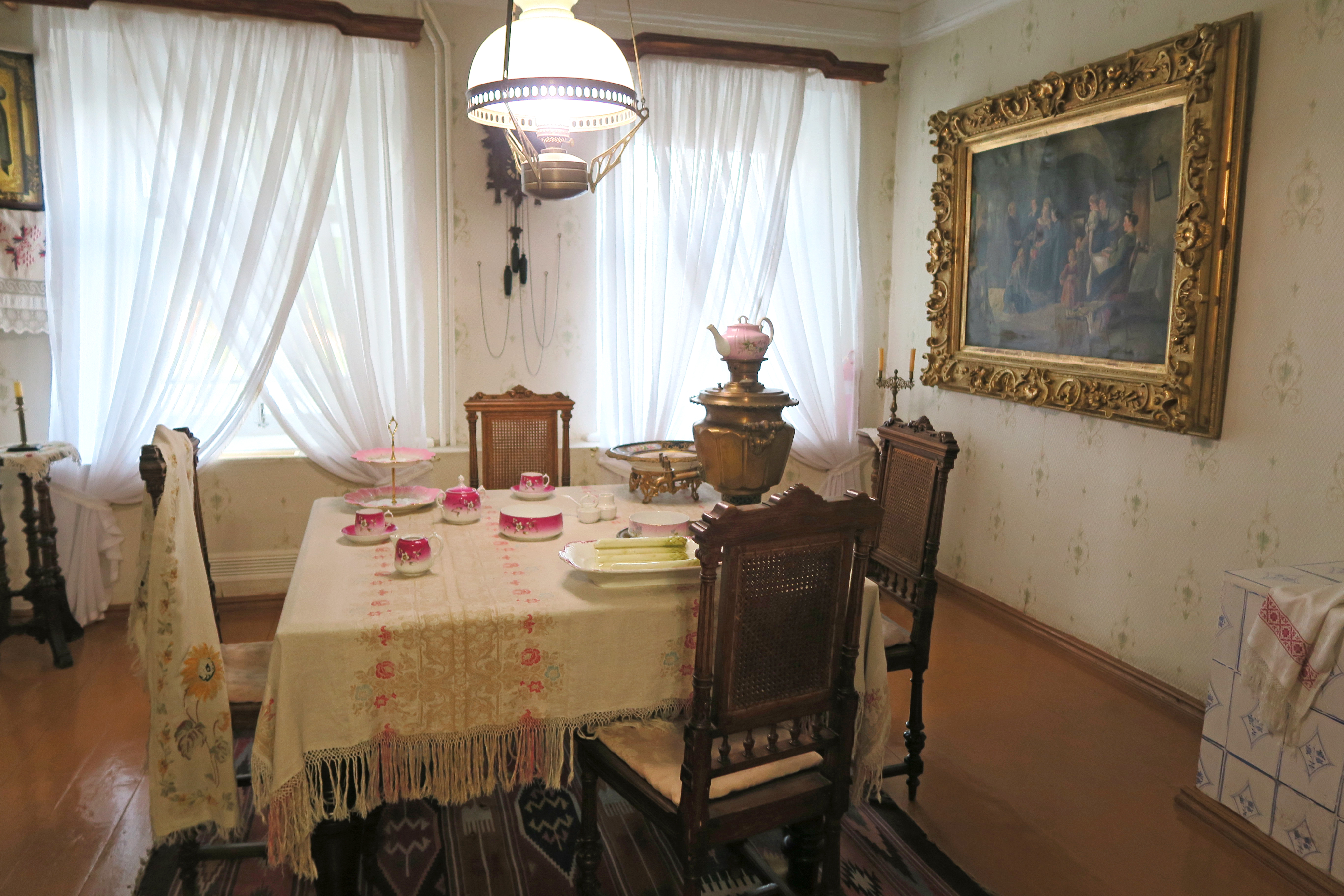
Столовая
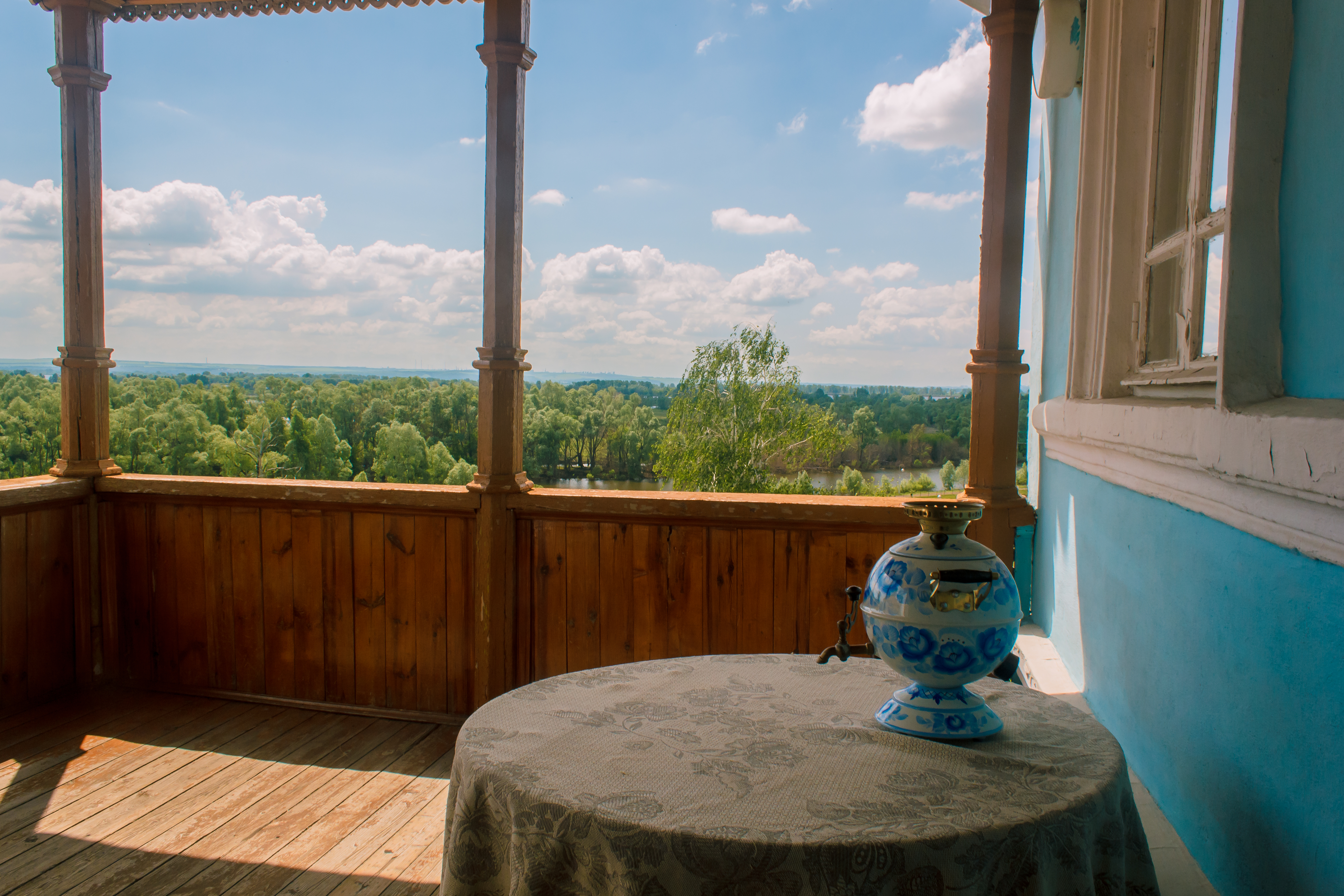
Терраса с видом на пруды
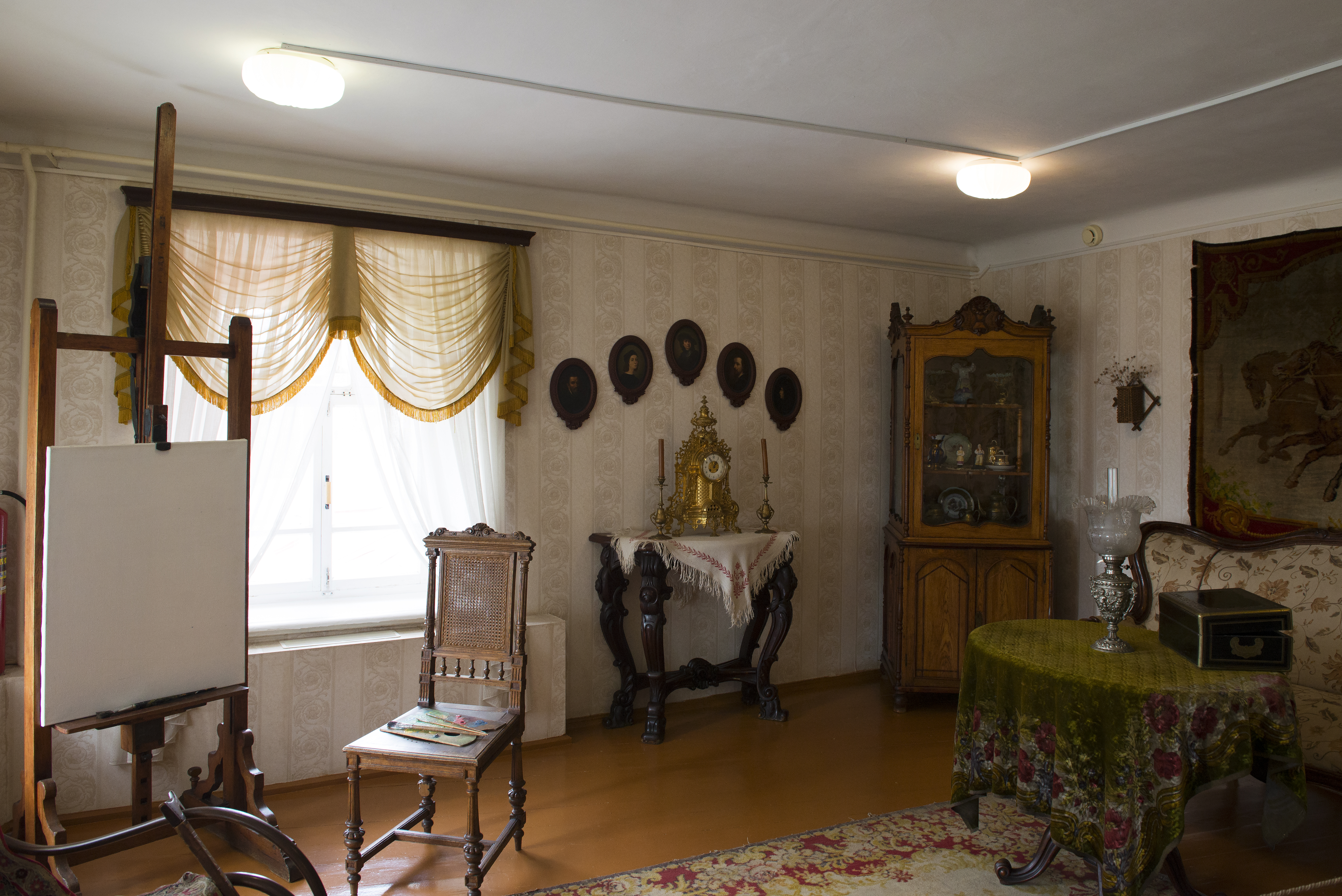
Мастерская